# Porsche Macan
Porsche Macan är en SUV, tillverkad i två generationer av den tyska biltillverkaren Porsche sedan 2014. 

## Porsche Macan I (2014-24)
Se vidare under huvudartikeln Porsche Macan 95B.

## Porsche Macan II (2024- )
Se vidare under huvudartikeln Porsche Macan XAB.

## Bilder

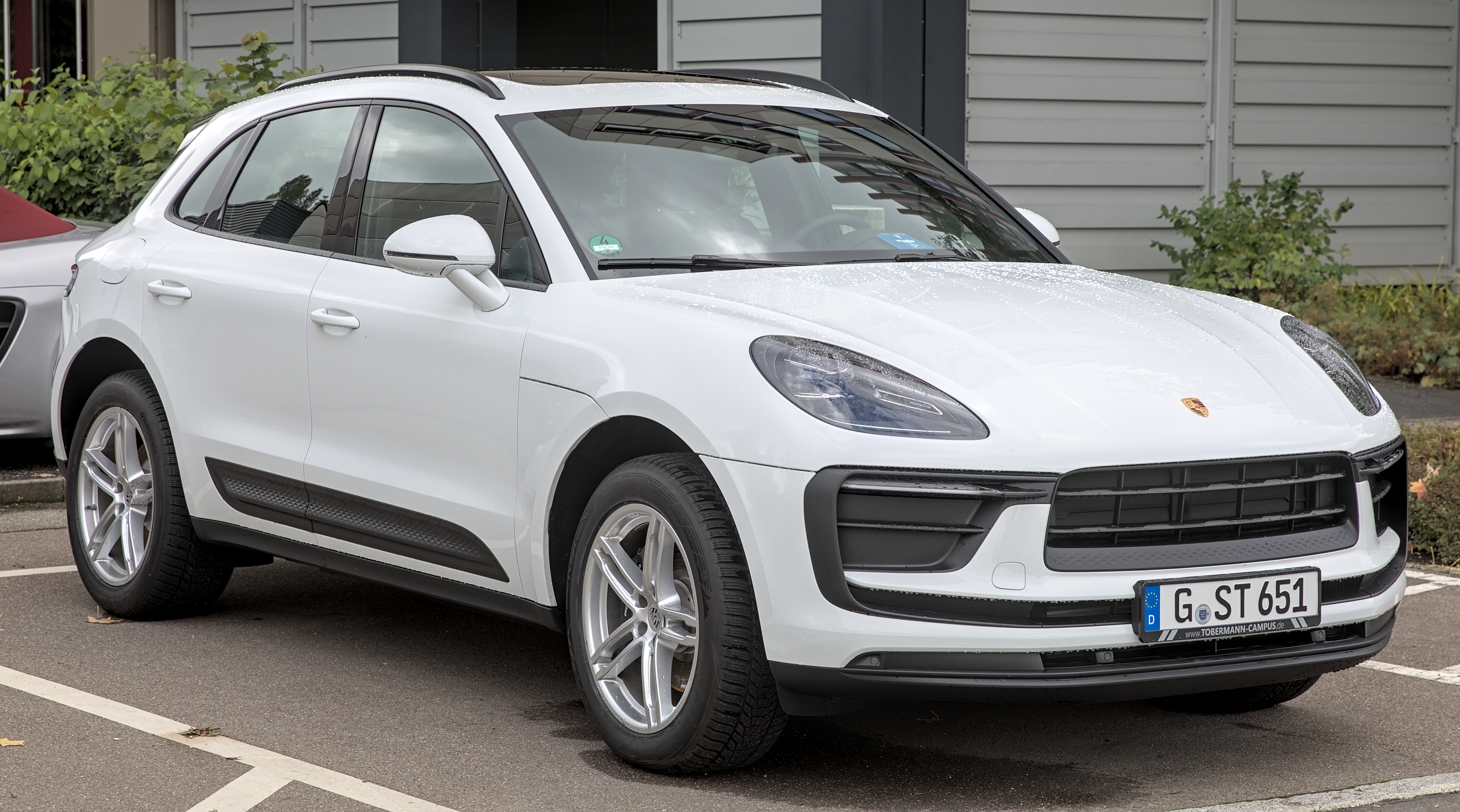
Porsche Macan I